# Модрина
Модри́на (Larix) — рід дерев родини соснових (Pinaceae). Дерева зазвичай досягають висоти 15–45 метрів, мають відкриту крону та тонке гілля. Молоде голчасте листя навесні яскраво-зелене, згодом блідніє, а восени набуває яскраво-жовтогарячого кольору, після чого опадає. Модрини поширені в Європі, Азії та північних регіонах Північної Америки.

## Етимологія
В античній латині слово Larix використовували для позначення модрини європейської, зокрема у Плінія Старшого, Вітрувія та Лукана. Як наукову назву його ввели в літературу задовго до Карла Ліннея, на початку XVI ст. Походження цього слова не зовсім зрозуміле. Деякі автори вважають, що це — галльська назва смоли або ж воно походить від кельт. lar — рясний, багатий (дуже смолистий). Інші дослідники припускають, що слово походить від лат. laridum, lardum — жир, через велику смолистість деревини. Вітрувій у своєму творі про архітектуру наводить легенду про місто Ларигнум, стіни якого, зроблені з модрини, не змогли підпалити нападники під час облоги; згодом дерево отримало назву на честь цього міста. У Карла Ліннея Larix стало видовим епітетом, який Міллер використав як родову назву, відокремлюючи модрину від сосен.
Українська назва "Модрина" — очевидно, запозичення з польської мови; пол. modrzeń, як і чеськ. modřin, виводиться від modry (чеськ. modrý) — «блакитний» (деревина модрини буває іноді синювата).

## Опис
Стовбур вкритий товстою, глибоко-борозенчастою, коричнево-бурою корою.
Хвоя (1–5 см завдовжки і до 1 см завширшки) світло-зелена, м'яка, тримається протягом одного вегетаційного періоду.
Рослина однодомна. Чоловічі шишечки жовті, округлі або овальні (5–10 мм завдовжки), розміщені по всій кроні. Жіночі шишечки червонуваті, рідше рожеві або білуваті (до 10 см завдовжки). Насіння крилате.

## Поширення
Модрина зустрічається в північних приполярних низовинах на Алясці, в Канаді і Росії, і на середніх і великих висотах в горах від півдня до півночі США, в Альпах Європи, Монголії, північному Китаї, Північній Кореї та в Японії.
Модрина європейська в Україні поширена в західних Карпатах. Солевитривала, морозостійка, швидкоросла, світлолюбна рослина. Запилюється у квітні.

## Використання
Культивують у парках і лісництвах.
Деревина з модрини в основному використовується як будівельна та меблева деревина. Економічний інтерес становлять, головним чином, європейська модрина (Larix decidua), сибірська модрина (Larix sibirica) в Євразії, а в Північній Америці — східноамериканська (Larix laricina) й західноамериканська модрини (Larix occidentalis). Регіональне значення мають інші види, напр., японська модрина (Larix kaempferi) частково культивується в Європі й утворено гібрид від європейської та японської модрин. Деревина модрини є водонепроникною, найважчою й найміцнішою серед європейських хвойних, за винятком хіба що тиса, який рідко використовується. Оскільки деревні гранули — це промислові відходи, то деревина модрини також доступна у вигляді змішаних гранул.

## Рекорди
Найстарішим деревом серед модрин вважають дерево виду Larix lyallii, зразок BAL091, зібраний поблизу Бейкер-Лейк, штат Монтана. Вік перевищує 1000 років. Найвище відоме дерево роду Модрина належить виду Larix occidentalis, воно росте близько Грін-Крік в англ. Umatilla National Forest, штат Орегон. Висота 58,5 м, а діаметр на рівні грудей 138 см (Van Pelt 2000). За об'ємом найбільше дерево (теж Larix occidentalis) росте поблизу англ. Seeley Lake, штат Монтана — 83 м³. Є історичні звіти про дерева до 65 м у висоту і 250 см дрг.

## Види
Рід містить 10 сучасних видів:
Євроазійські види:
- Модрина європейська — Larix decidua Mill.
  - Модрина польська — Larix decidua subsp. polonica (Racib.) Domin
- Модрина сибірська — Larix sibirica Ledeb.
- Модрина японська — Larix kaempferi
- Модрина даурська — Larix gmelinii (syn. L. dahurica, L. olgensis)
- Larix griffithii (syn. L. griffithiana) 
  - Larix griffithii var. griffithii (syn. Larix kongboensis)
- Larix mastersiana
- Larix potaninii
  - Larix potaninii var. himalaica (syn. Larix himalaica)

Північноамериканські види:
- Модрина американська (Larix laricina)
- Larix lyallii
- Модрина західна — Larix occidentalis

Викопні види: Larix altoborealis, Larix omoloica, Larix groenlandii

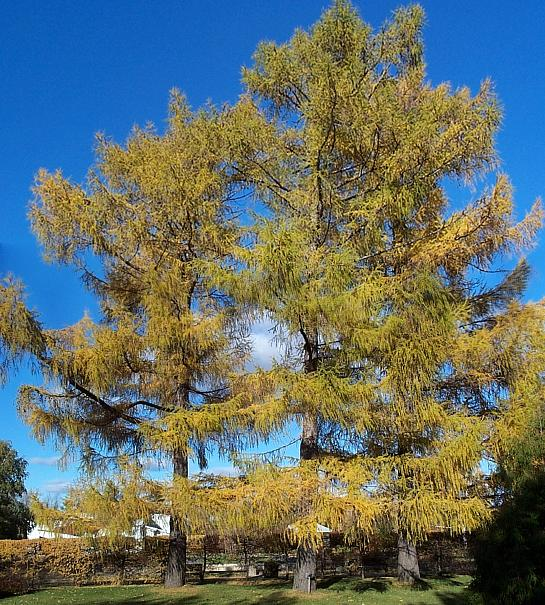
Модрина сибірська.
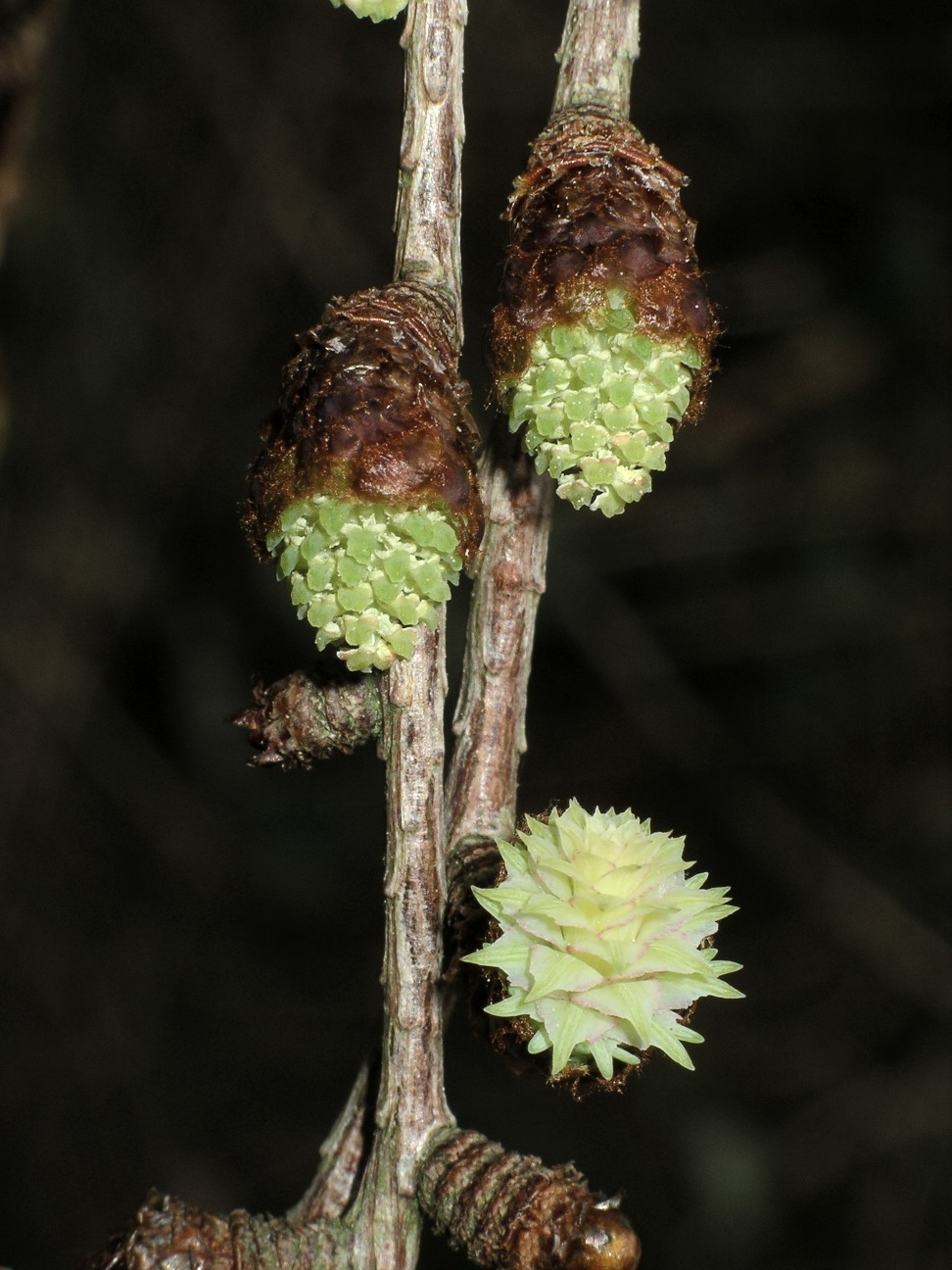
Чоловічі (вище) і жіночі (внизу праворуч) шишки Японської модрини навесні.
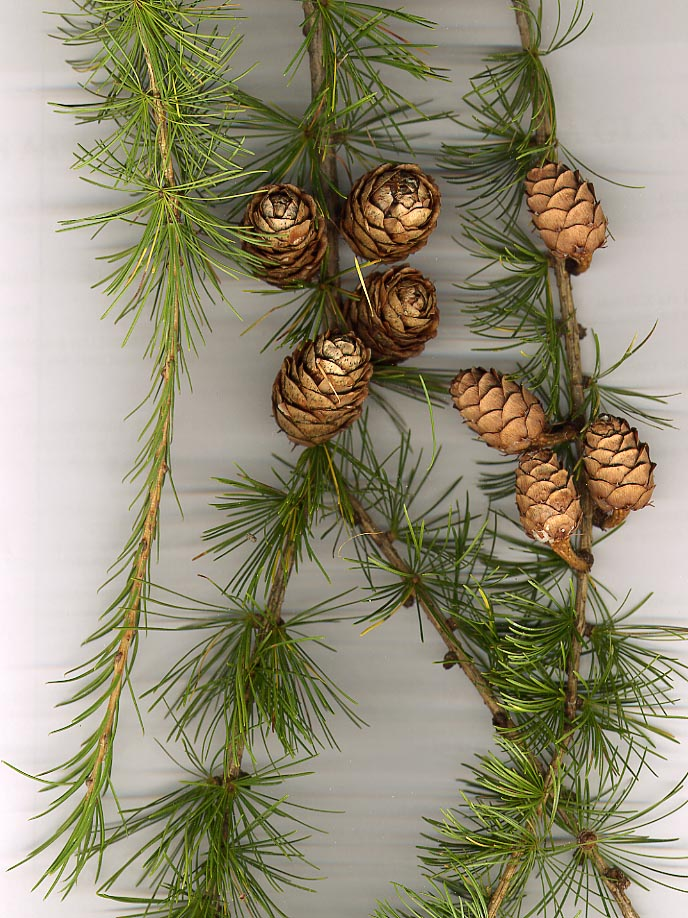
Модрина європейська: листя і шишки.
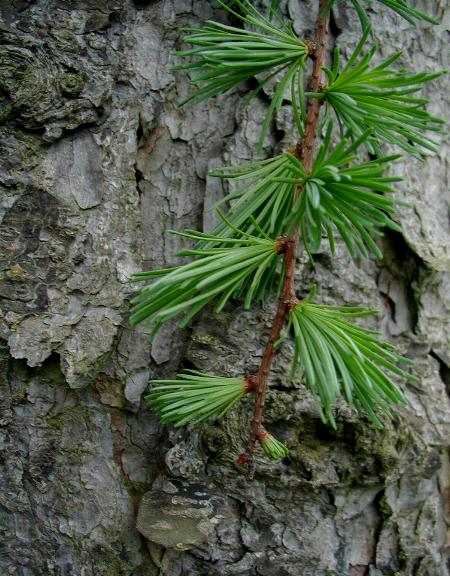
Японська модрина: листя і кора.
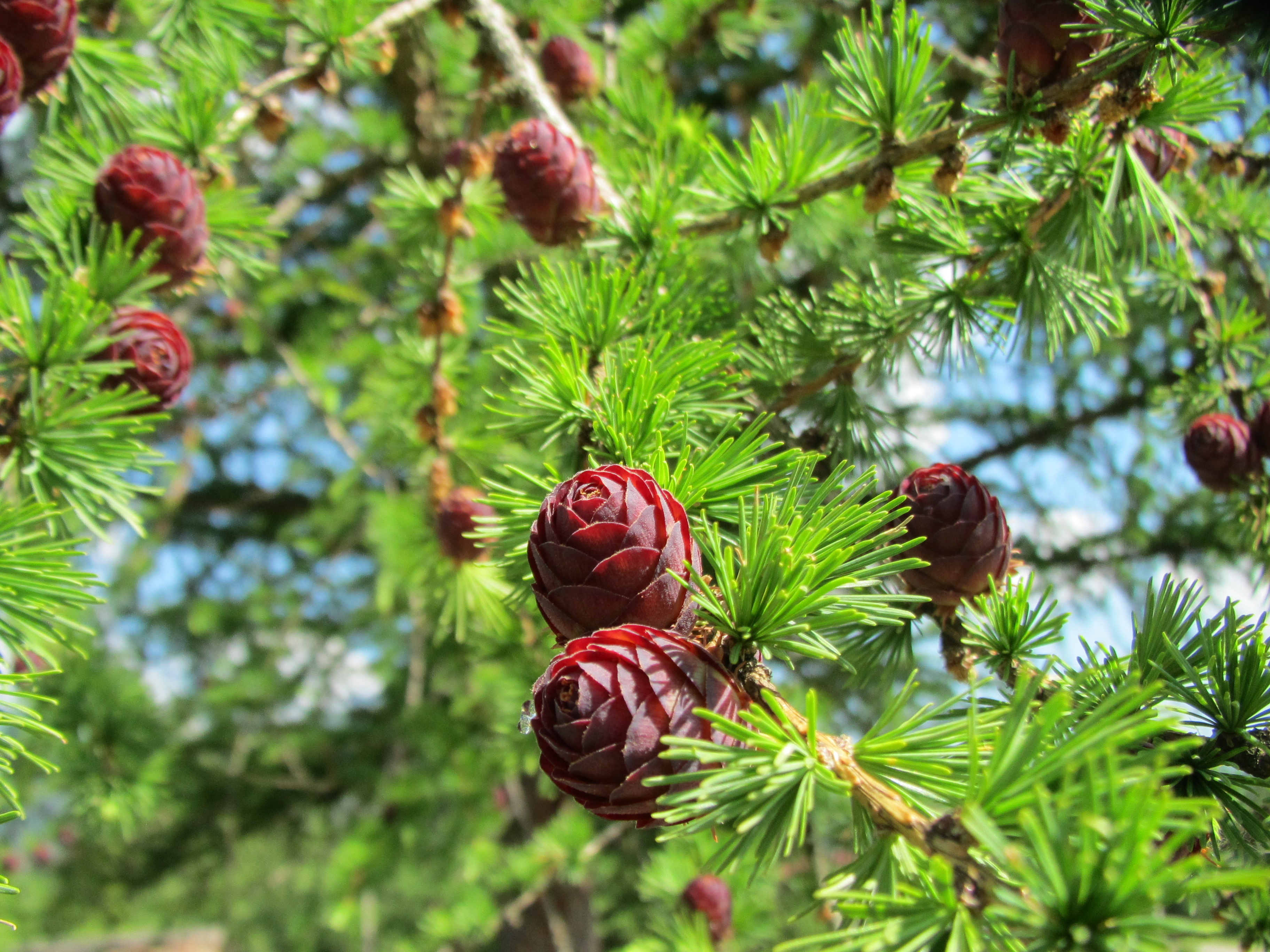
Молоді шишки